# Erőss Anna
Erőss Anna Konkoly Tiborné (Budapest, 1930. június 27. –) Kazinczy-díjas magyar rádióbemondó, műsorvezető.

## Életpályája
A Magyar Rádió bemondója volt több évtizedig. Bemondóként dolgozott mindhárom rádióadón (Kossuth, Petőfi, Bartók). Tanította kezdő pályatársait, mentoráltja volt például Kertész Zsuzsa és Acél Anna is. Színházi előadások rádiós közvetítéseinek narrátoraként is hallhatták a rádióhallgatók. 1981-ben nyilatkozta:

„Régebben mi, bemondók voltunk a rádió hangja, ránk bízták a színházközvetítéseket is. Most szót kapnak a muzsikusok, a szerzők, egyre több lesz az élő adás. Így kívánja a szakosodás, a hozzáértők a rádióban közvetlen kapcsolathoz jutnak. A bemondó már nem központi ember. Persze maradt még nekünk is sok terület. Nagyon szeretem a komoly zenét, részt veszek operaösszeállítást sugárzó műsorokban, akkora lemeztárból válogatni mint a Magyar Rádióé, nagyszerű élvezet.”

1970-ben Dömök Gábor és Egressy István bemondó kollégáival a rádió hírszolgálati rendszerében végzett munkájukért nívódíjban részesültek. 1973-ban Kazinczy-díjas lett, a kitüntetést az alapító Péchy Blanka művésznő jelenlétében vette át. A Rádióban a bemondók osztályvezető helyetteseként, és szakszervezeti ob-titkárként is tevékenykedett, a lebonyolítás alapszervezetében, amelynek két turnusával — idetartozott a műsoradó, információ, dokumentáció, könyvtár, sajtóarchívum, szalagtár, kartontár — roppantul szerteágazó területen, 130 változó idő- és munkabeosztásban dolgozó ember munkahelyi közérzetének gondjaival is foglalkozott. 2005. június 4-én a 76. Ünnepi Könyvhéten, Budapesten, a Szent István téren, régi rádiós kollégáival (Salamon István, Szepesi György, Major Anna, Rapcsányi László) a 80 éves Magyar Rádió rendezvényének vendégeként lépett fel.

## Rádiós munkáiból
- Jó reggelt! (Kossuth Rádió) – bemondó
- A Petőfi Rádió reggeli zenés műsora – adásvezető bemondó
- Kettőtől — hatig. A Petőfi Rádió zenés délutánja. Műsorvezető: Erőss Anna
- Csendes éj (Kossuth Rádió) – műsorvezető: Erőss Anna, Mohai Gábor
- Klasszikusok mindenkinek Zeneparádé – Lázár Eszter műsora. Közreműködik: Erőss Anna
- „Hangportrék – rádiós emlékek fényében” Ruitner Sándor műsora. Közreműködik: Erőss Anna
- Peter Weiss: Vitairat Vietnamról (hangjáték) – közreműködő

## Díjai, elismerései
- Munka Érdemrend bronz fokozat (1965)[6]
- Magyar Rádió nívódíj (1970)[7]
- Kazinczy-díj (1973)[8]
- „Szakszervezeti munkáért” – arany fokozat (1975)[9]
- Munka Érdemrend ezüst fokozat (1978)[10]
- Munka Érdemrend arany fokozat (1988)[11]